# Charlotte Brandt
Charlotte Brandt, född 15 juni 1986 i Torslanda, är en svensk före detta handbollsspelare.
Brandt har bland annat spelat för GF Kroppskultur. Hon vann skytteligan i elitserien 2005–2006, då hon spelade för Kungälvs HK. Brandt vann två SM-guld och ett SM-silver med IK Sävehof.